# Рокитов
Рокитов (словац. Rokytov) — село и одноимённая община в районе Бардеёв Прешовского края Словакии. В письменных источниках начинает упоминаться с 1414 года.

## География
Село расположено в северной части края, на левом берегу реки Топли, при автодороге 77. Абсолютная высота — 316 метров над уровнем моря. Площадь муниципалитета составляет 5,14 км².

## Население
| Год:                | 1994 | 2004    | 2014    | 2024    |
| ------------------- | ---- | ------- | ------- | ------- |
| Количество человек: | 501  | 533     | 556     | 567     |
| Разница:            |      | +6,38 % | +4,31 % | +1,97 % |

По данным последней официальной переписи 2011 года, численность населения Рокитова составляла 556 человек.